# オットー・ファルケンベルク
オットー・ファルケンベルク（Otto Falckenberg、1873年10月5日 - 1947年12月25日）はドイツの映画監督。